# یویا هیمه‌نو
یویا هیمه‌نو (ژاپنی: 姫野 宥弥؛ زادهٔ ۲۷ سپتامبر ۱۹۹۶) یک بازیکن فوتبال اهل ژاپن است.
از باشگاه‌هایی که در آن بازی کرده‌است می‌توان به باشگاه فوتبال اوئیتا ترینیتا، باشگاه فوتبال تسپاکوستاسو گونما و باشگاه فوتبال فوجی‌ئدا اشاره کرد.